# Општина Шековићи
Општина Шековићи је општина у Републици Српској, БиХ. Сједиште општине се налази у Шековићима. Према подацима Агенције за статистику Босне и Херцеговине на попису становништва 2013. године, у општини је пописано 6.761 лица.

## Историја
Шековићки крај, од Римљана до данашњих дана, пресијецали су важни путеви који су повезивали подручја источно од Дрине са централном Босном.
У селу Стрмици, на „Градини“, професор Милутин Гарашанин је 1975. године открио илирско насеље, које датира из 4. вијека, што је потврдило претпоставку да су на овом подручју пре доласка Словена живели Илири.
Шековићи су добили име по једном делу становника који су дошли из Шеховине у Херцеговини крајем 17. вијека. Себе су продужили звати Шековљанима, док су суседни Доњи Бирач почели звати Шековићи. Све до пред крај 17. вијека Шековићи су били релативно густо насељени, а тада су војне похаре и болести проредиле и скоро уништиле старе житеље, а на место њих су дошли нови из Херцеговине, који чине и највећи део данашњег становништва.
Сматра се да су општину Шековићи населили становници источне Херцеговине, с подручја Гацка и Невесиња. Села у околини Шековића су била густо насељена. Након Другог светског рата, половином седамдесетих година долази до развоја општине Шековићи. Отворене су фабрике ФОН, Мермер, Еластик, Занус, изграђен је средњошколски центар, вртић, Дом културе, изграђене су стамбене зграде. У фабрикама су запошљавани становници околних села, који су након запослења правили стамбене објекте, па Шековићи почињу добијати контуре урбане средине.
Треба истаћи да су почетком 17. вијека Шековиће напустили преци Илије Бирчанина и Проте Матеје Ненадовића, те родбинским везама успостављена је војна сарадња овог краја са Србијом у Првом српском устанку.
Од средњовековних споменика, на подручју Шековића сачувано је, на 52 мјеста, преко 900 стећака. Најзначајнији и најљепши споменици материјалне културе овог простора су два средњовјековна манастира, Манастир Папраћа и Манастир Ловница.

## Географија
Општина Шековићи се налази у североисточној Босни и Херцеговини и припада ентитету Република Српска. Општина Шековићи се углавном поклапа са територијом Доњег Бирча и има површину од 218,79 км². Прије рата површина је износила 195 км², међутим овој општини су након потписивања Дејтонског споразума придодата насељена места Мајдан и Лукићи, који су прије рата припадали општини Кладањ. Општина се на западу граничи са општином Кладањ, на северу са општинама Калесија и Осмаци, а на истоку и југу са општинама Зворник и Власеница. Географски општина је дјелимично окружена горјем, чија је висина и до 1060 м. Главна насеља су градић Шековићи и мјесне заједнице Папраћа и Тишча, и оне се налазе уздуж регионалног пута Доње Цапарде - Шековићи - Власеница. Централни дио општине је новијег датума. Физиономију вароши Шековићи су почели добијати тек послије другог свјетског рата.

### Рељеф
У рељефном погледу, насеље Шековићи представља котлину, формирану на флувијалном материјалу реке Ловнице на ушћу у Дрињачу. Оно је оаза недирнуте природе, са повољним климатским условима, на надморској висини од 320 м. Насеље је окружено рудоносним брдима и планинским врховима Јаворника (1028 метара), Бишине (1000 метара), Борогова (690 метара) и Бачковца (780 метара).
Природни потенцијали општине Шековићи су релативно мало истраживани. И поред недовољне истражености територије општине у рударско-геолошком смислу, ипак су нађене следеће сировине:
- угаљ (Горњи Шековићи).
- кварцит (Тишча)
- руда гвожђа (неколико локација на територији општине)
- манган (Влачић, Мекић, Ловница)
- глина (Жељезнику, Тишча)
- украсни и грађевински камен (НЕТЕК, Папраћа)
- минерална вода (Корјен, Калабаче).

### Воде
У хидрографском смислу подручје општине Шековићи је изузетно богато. Поред три реке, ту су и многобројни планински потоци, као и извори питке воде. Ријека Дрињача чини главну водену артерију општине. Извире у суседној општини Кладањ, у подножју планине Коњух, а свој 77 км дуг ток завршава ушћем у Дрину, тј у Зворничко језеро. Кроз подручје општине Шековићи, Дрињача има релативно миран ток са повременим меандрима и околних алувијалним наплавинама, које су претворене у обрадива плодна поља. Након завршетка равничарског дела, десетак километара низводно од Шековића долази до наглог усјецања тока и прављења дубоко усјеченог кањона скоро до самог ушћа у ријеку Дрину.
Ријека Ловница, представља аутохтону реку општине Шековићи, с обзиром да се и извор и ушће налазе у њој. Ова релативно брза и хладна рјечица, свој 2,5 км дуг ток завршава ушћем у Дрињачу. Богата је пастрмком и другим примерцима рјечне рибе, али је риболов забрањен дуж целог тока. Ријека Спреча извире у Папраћима, стотињак метара од манастира Папраћа. Она протиче плодном долином Спрече и код Добоја се улива у ријеку Босну. Од извора до ушћа има релативно миран ток. Богата је кленом, пастрмком и другом речном рибом. Поред наведених река важно је поменути планинске потоке као сто су Куљешин, Бјелашница, Жељезнику, Ташевац и други. Снабдијевање града и шире околине пијаћом водом, обезбјеђује се са више извора. Насеље Шековићи се снабдијева из Врела, Сучана и Бјелашнице, док сва села имају властита изворишта. Осим тога, на стотине извора питке воде до сада није искориштено.

## Насељена мјеста
Подручје општине Шековићи чине насељена мјеста:
Акмачићи, Ашћерићи, Башићи, Бетањ, Бијело Поље, Бобари, Бобарско поље, Велика Њива, Видаковићи, Врело, Врељанско поље, Гачићи, Добрић, Доле*, Дубачкићи, Ђурићи, Жељезник, Зидоње, Зупци, Јавор, Јаковице, Јелачићи*, Калабаче, Каштјељ*, Корјен, Лукићи, Мајдан*, Марковићи, Мијићи, Миловановићи, Павловићи, Папраћа, Пелемиши*, Петровићи, Плазаче, Победарје, Подпола, Рашево, Селиште, Станимировићи, Стрмица, Ступари, Сучани, Тепен, Тишча, Трново, Тупанари, Удбина, Чанићи, Џанојевићи, Шековићи.
У општини Шековићи постоје мјесне заједнице: Жељезник, Каштјељ, Папраћа, Тишча, Центар.
Највећи дио пријератне општине Шековићи остао је у саставу Републике Српске, а овој општини су придодати дијелови насељених мјеста Мајдан, Јелачићи, Доле и Пелемиши. У састав Федерације БиХ ушли су дијелови насељених мјеста Трново и Каштјељ.

## Култура
У Доњем Бирчу, на извору рјечице Ловнице, по којој је и добио име, налази се манастир Ловница, удаљен два и по километра од Шековића. У споменицима и литератури познат је и израз „Ломница“, али је у народу општеприхваћен назив Ловница. Према некима, назив Ловница потиче од тога што је место где се налази „ломно и Сломне“, али оба имена имају заједничко порекло у старој земљорадничкој терминологији и значе „навиљак“ или „мали пласт“. У овом женском манастиру живе и одржавају молитвено-монашка правила четири сестре, од којих је једна искушеница. По предању, овај је манастир задужбина краља Драгутина Немањића из периода 1284—1321, када је он управљао и сјевероисточном Босном. Предање каже да „ту Драгутин сазида манастир на мјесту гдје је лов ловио и мјесту које га је љепотом задивило“.
Манастир Папраћа се налази се на извору рјечице Спрече, испод планине Борогово у месту Папраћа уз регионални пут Власеница-Шековићи — Зворник на удаљености од око 12 км од Шековића. За манастир Папраћа забележено је неколико народних предања која говоре о датирању и подизању ове светиње. Према једном од тих народних предања манастир су подигли Немањићи, што је и записано у Троношка и Пећком родослову, Манастир Папраћа је задужбина жупана Вукана, најстаријег сина Стефана Немање. Овај манастир је имао најјаче везе са руском православном црквом за вријеме владвине цара Ивана IV Грозног, који је директни потомак породице Јакшић. Он се често појављује као донатор овом манастиру.
Најзначајнији културни објекат је Дом културе „Владика Николај“ који пружа могућности за одржавање разноликих програма (позоришне представе, изложбе, концерти, и друге манифестације). Капацитет овог објекта износи око 300 места. У оквиру Дома културе постоји и установа под називом ЈУ „Народна библиотека“ Шековићи.
Градска библиотека основана је давне 1972. године, а данас броји 386 чланова.

## Становништво
По последњем службеном попису становништва из 1991. године, општина Шековићи је имала 9.629 становника, распоређених у 34 насељена места.
Просечна нето плата је 705 КМ (податак од 01.12.2011). Основну школу похађа 632 ученика. Средњу школу похађа 210 ученика. У Општини у Шековићима запослено је 40 радника, 15 приправника и 5 волонтера. На евиденцији Завода за запошљавање тренутно се налази 1617 незапослених (податак од 10.07.2012.), старосна структура регистрованих незапослених показује да је највише незапослених у доби од 40-50 година (25,3%), затим до 30 година (23,4%), те од 30 — 40 старости (22,7%) а запослених је 804 (податак од 10.7.2012).

### Национални састав
|             | 2013.          | 1991.          | 1981.           | 1971.           | 1961.           |
| Укупно      | 6 761 (100,0%) | 9 629 (100,0%) | 10 356 (100,0%) | 10 570 (100,0%) | 10 340 (100,0%) |
| Срби        | 6 618 (97,88%) | 9 030 (93,78%) | 9 753 (94,18%)  | 10 241 (96,89%) | 10 049 (97,19%) |
| Бошњаци     | 107 (1,583%)   | 326 (3,386%)1  | 304 (2,935%)1   | 286 (2,706%)1   | 232 (2,244%)1   |
| Хрвати      | 8 (0,118%)     | 10 (0,104%)    | 15 (0,145%)     | 6 (0,057%)      | 4 (0,039%)      |
| Непознато   | 8 (0,118%)     | –              | –               | –               | –               |
| Остали      | 7 (0,104%)     | 134 (1,392%)   | 31 (0,299%)     | 25 (0,237%)     | 7 (0,068%)      |
| Неизјашњени | 6 (0,089%)     | –              | –               | –               | –               |
| Босанци     | 3 (0,044%)     | –              | –               | –               | –               |
| Југословени | 1 (0,015%)     | 129 (1,340%)   | 208 (2,008%)    | 2 (0,019%)      | 39 (0,377%)     |
| Црногорци   | 1 (0,015%)     | –              | 30 (0,290%)     | 5 (0,047%)      | 5 (0,048%)      |
| Роми        | 1 (0,015%)     | –              | –               | –               | –               |
| Муслимани   | 1 (0,015%)     | –              | –               | –               | –               |
| Албанци     | –              | –              | 13 (0,126%)     | 3 (0,028%)      | –               |
| Македонци   | –              | –              | 1 (0,010%)      | 1 (0,009%)      | 2 (0,019%)      |
| Мађари      | –              | –              | 1 (0,010%)      | 1 (0,009%)      | 1 (0,010%)      |
| Словенци    | –              | –              | –               | –               | 1 (0,010%)      |

1. 1 На пописима од 1971. до 1991. Бошњаци су пописивани углавном као Муслимани.

## Политичко уређење

### Општинска администрација
Начелник општине представља и заступа општину и врши извршну функцију у Шековићима. Избор начелника се врши у складу са изборним Законом Републике Српске и изборним Законом БиХ. Општинску администрацију, поред начелника, чини и скупштина општине. Институционални центар општине Шековићи је насеље Шековићи, гдје су смјештени сви општински органи.
Начелник општине Шековићи је Миладин Лазић испред Савеза независних социјалдемократа, који је на ту функцију ступио након локалних избора у Босни и Херцеговини 2020. године. Састав скупштине Општине Шековићи је приказан у табели.

## Занимљивости
Назив Шековићи потиче од назива невесињског насеља Шеховина чији се велики број становника крајем 17. вијека населио на подручју уз ријеку Дрињачу.

## Познате личности
- Милош Зекић, учесник Народноослободилачке борбе, генерал-потпуковник ЈНА и народни херој Југославије.
- Станко Мењић, учесник Народноослободилачке борбе и народни херој Југославије.